# Cater 2 U
Cater 2 U — песня американской группы Destiny's Child со студийного альбома Destiny Fulfilled (2004). Выпущена компанией Columbia Records в качестве четвёртого и последнего сингла с альбома 6 июня 2005 года. Песню сочинили участницы группы Бейонсе, Келли Роуленд и Мишель Уильямс при участии Родни Джеркинса, Рика Льюиса и Роберта Уолтера. Песня написана в жанре R&B-баллады и аранжирована с помощью синтезаторов. В 2006 году певец и композитор Рики Аллен заявил, что песня является кавером на его произведение, спор был урегулирован в 2009 году. В 2005 году сингл стал самым продаваемым в США.

## Список композиций
| USA digital maxi single 1. «Cater 2 U (Storch Remix Edit)» 2. «Cater 2 U (Storch Remix)» 3. «Cater 2 U (Storch Remix Instrumental)» 4. «Cater 2 U (Album Version)» 5. «Cater 2 U (Joshua Remix)» 6. «Cater 2 U (Grizz To The Club)» 7. «Cater 2 U (A Capella)» 8. «Cater 2 U (Luny Tunes Remix)» (Hidden) | US digital maxi single 1. «Cater 2 U (Album Version)» 2. «Cater 2 U (Grizz To The Club)» 3. «Cater 2 U (George Mena & Frank Estevez Dance Mix)» 4. «Cater 2 U (J. Beck Dance Mix)» 5. «Cater 2 U (J. Beck Club Mix)» |

## Форматы
| - «Cater 2 U» (Grizz To The Club) - «Cater 2 U» (George Mena & Franke Estevez Dance Mix) - «Cater 2 U» (J. Beck Dance Mix) - «Cater 2 U» (J. Beck Club Mix) - «Cater 2 U» (Dr. Octavo Shoestring Mix) - «Cater 2 U» (Dr. Octavo Crew Body’n’Soul Mix) | - «Cater 2 U» (Scott Storch Remix) - «Cater 2 U» (Scott Storch Remix) (feat Arceo) - «Cater 2 U» (Scott Storch Remix Radio Edit) - «Cater 2 U» (Scott Storch Remix Instrumental) - «Cater 2 U» (Stott Storch Remix Lead Vocals) - «Cater 2 U» (Joshua Remix) |

## Чарты
| Чарты (2005г.)                             | Пик Позиция |
| ------------------------------------------ | ----------- |
| Australian ARIA Chart                      | 15          |
| Dutch Top 40                               | 3           |
| New Zealand Singles Chart                  | 4           |
| Billboard Hot 100                          | 14          |
| Billboard Hot R&B/Hip-Hop Singles & Tracks | 3           |
| Billboard Hot Dance Music/Club Play        | 5           |

| Чарты (2005г.)                          | Пик Позиция |
| --------------------------------------- | ----------- |
| Billboard Hot 100 Airplay               | 8           |
| Billboard Hot Dance Singles Sales       | 10          |
| Billboard Rhythmic Top 40               | 11          |
| Billboard Hot R&B/Hip-Hop Singles Sales | 34          |
| Billboard Hot Ringtones                 | 5           |
| United World Chart                      | 21          |